# Olympische Winterspiele 2002/Nordische Kombination

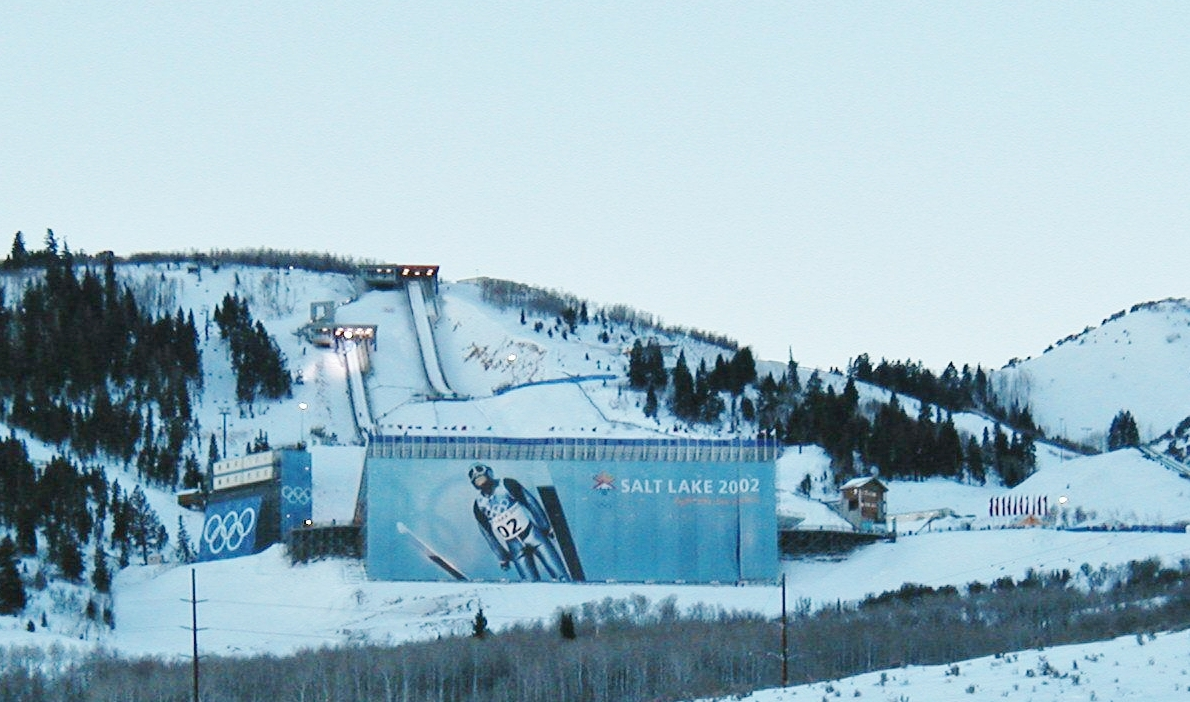
Die Sprungschanzen im Utah Olympic Park

Bei den XIX. Olympischen Winterspielen 2002 in Salt Lake City fanden zwei Einzelwettkämpfe und ein Teamwettkampf in der Nordischen Kombination statt. Austragungsorte waren der Utah Olympic Park Jumps und das Soldier Hollow. Insgesamt waren 54 Athleten nominiert worden, wobei sich in jedem Wettkampf die Teilnehmerzahl pro Nation auf maximal vier Athleten beschränkte.
Der Finne Samppa Lajunen entschied die beiden Einzelwettbewerbe für sich und gewann mit seinem Team auch den Mannschaftswettbewerb.

## Wettbewerbe und Austragungsmodus
Bei den Spielen von Salt Lake City gab es im Programm der Nordischen Kombination eine neue Disziplin. Folgende drei Wettbewerbe wurden nach folgenden Regeln ausgetragen:
- Sprint: Erstmals wurde ein zweiter Wettbewerb mit Einzelwertung ausgetragen. Bereits 1999 hatte diese Disziplin bei den Weltmeisterschaften Einzug gehalten. Die Teilnehmer absolvierten einen Sprung auf der Großschanze und gingen am darauffolgenden Tag auf die Langlaufstrecke, deren Länge mit 7,5 Kilometern nur halb so lang war wie beim klassischen Einzelwettbewerb. Die Entscheidung erfolgte über die inzwischen bewährte Gundersen-Methode.[1]
- Einzelwettbewerb: Diese Disziplin wurde durchgeführt wie schon bei den vorangegangenen Winterspielen. Die Athleten hatten zwei Sprünge von der Normalschanze, von denen beide in die Wertung kamen. Die Entscheidung im Langlauf über fünfzehn Kilometer am darauffolgenden Tag wurde ebenfalls mittels Gundersen-Methode herbeigeführt.[2]
- Teamwettbewerb: Jedes Team bestand wie schon bei den Spielen 1998 aus vier Athleten, die wie im Einzelwettkampf zwei Sprünge absolvierten, von denen beide in die Wertung kamen. Allerdings wurde nicht wie im Einzelwettkampf von der Normalschanze, sondern wie im Sprint von der Großschanze gesprungen. Zur Entscheidung kam es durch eine 4 × 5-km-Langlaufstaffel, durchgeführt per Gundersen-Methode.[3]

## Bilanz

### Medaillenspiegel
| Platz | Land        | Gold | Silber | Bronze | Gesamt |
| ----- | ----------- | ---- | ------ | ------ | ------ |
| 1     | Finnland    | 3    | 1      | –      | 4      |
| 2     | Deutschland | –    | 2      | –      | 2      |
| 3     | Österreich  | –    | –      | 3      | 3      |

### Medaillengewinner
| Konkurrenz | Gold                                                                          | Silber                                                                               | Bronze                                                                              |
| ---------- | ----------------------------------------------------------------------------- | ------------------------------------------------------------------------------------ | ----------------------------------------------------------------------------------- |
| Sprint     | Samppa Lajunen                                                                | Ronny Ackermann                                                                      | Felix Gottwald                                                                      |
| Einzel     | Samppa Lajunen                                                                | Jaakko Tallus                                                                        | Felix Gottwald                                                                      |
| Mannschaft | Finnland 000Samppa Lajunen 000Hannu Manninen 000Jari Mantila 000Jaakko Tallus | Deutschland 000Ronny Ackermann 000Georg Hettich 000Marcel Höhlig 000Björn Kircheisen | Österreich 000Christoph Bieler 000Felix Gottwald 000Michael Gruber 000Mario Stecher |

## Sprint

### Ausgangssituation
Bei den Weltmeisterschaften hatte diese Disziplin 1999 Premiere gefeiert und war 2001 ein zweites Mal im Programm. Die ersten Weltmeister waren der Norweger Bjarte Engen Vik (1999) und der Deutsche Marko Baacke (2001). Beide waren hier nicht am Start, Baacke hatte nach einer Verletzung beim Springen im Sport nicht mehr Fuß fassen können, Vik hatte seine Sportkarriere beendet. Silber hatte 2001 der Finne Samppa Lajunen, Bronze der Deutsche Ronny Ackermann gewonnen.

### Ergebnis
| Rang | Land | Athlet            | Springen    | Langlauf              | Endzeit [min] |
| Rang | Land | Athlet            | Pkte. (Pl.) | Nettozeit [min] (Pl.) | Endzeit [min] |
| ---- | ---- | ----------------- | ----------- | --------------------- | ------------- |
| 01   | FIN  | Samppa Lajunen    | 123,8 00(1) | 16:40,1 (16)          | 16:40,1       |
| 02   | GER  | Ronny Ackermann   | 119,9 00(2) | 16:34,1 0(9)          | 16:49,1       |
| 03   | AUT  | Felix Gottwald    | 110,3 0(11) | 16:29,3 0(5)          | 17:20,3       |
| 04   | FIN  | Jaakko Tallus     | 119,0 00(3) | 17:07,9 (25)          | 17:23,9       |
| 05   | USA  | Todd Lodwick      | 109,0 0(12) | 16:36,1 (11)          | 17:30,1       |
| 06   | JPN  | Daito Takahashi   | 114,4 00(4) | 17:02,9 (24)          | 17:35,9       |
| 07   | FIN  | Hannu Manninen    | 104,7 0(17) | 16:30,7 (=7)          | 17:40,7       |
| 08   | SUI  | Andreas Hartmann  | 104,2 0(18) | 16:30,7 (=7)          | 17:42,7       |
| 09   | GER  | Björn Kircheisen  | 105,8 (=15) | 16:37,2 (12)          | 17:45,2       |
| 10   | FRA  | Ludovic Roux      | 103,5 0(20) | 16:29,7 0(6)          | 17:45,7       |
| 11   | AUT  | Mario Stecher     | 113,5 00(5) | 17:10,5 (28)          | 17:49,5       |
|      |      |                   |             |                       |               |
| 16   | AUT  | Christoph Bieler  | 112,7 00(6) | 16:39,6 (15)          | 18:01,6       |
| 18   | GER  | Jens Gaiser       | 102,4 0(22) | 16:22,8 0(2)          | 18:19,3       |
| 21   | SUI  | Andreas Hurschler | 091,2 0(38) | 16:19,9 0(1)          | 18:21,9       |
| 25   | GER  | Marcel Höhlig     | 111,6 00(8) | 17:46,2 (37)          | 18:32,2       |
| 28   | SUI  | Ronny Heer        | 103,9 0(19) | 17:44,0 (35)          | 18:34,0       |
| 29   | AUT  | Michael Gruber    | 110,5 00(9) | 17:19,0 (29)          | 18:34,0       |
| 31   | SUI  | Seppi Hurschler   | 105,8 (=15) | 17:28,0 (32)          | 18:36,0       |

Springen: 21. Februar 2002, 11:30 Uhr / Großschanze; K-Punkt: 120 m
Langlauf 7,5 km: 22. Februar 2002, 11:00 Uhr
Höhenunterschied: 45 m / Maximalanstieg: 22 m / Totalanstieg: 100 m
40 Teilnehmer aus 14 Ländern, alle in der Wertung
Auf der Großschanze setzte sich Lajunen mit einem Sprung von 126,5 Metern an die Spitze und hatte damit 3,9 Punkte Vorsprung auf Ackermann, was dem Finnen einen Startvorsprung von fünfzehn Sekunden im Gelände einbrachte. Auf dem dritten Platz lag Lajunens Teamkollege Jaakko Tallus, der hier in Salt Lake City bereits eine Silbermedaille im Einzel gewonnen hatte.
Lajunen und Ackermann waren aufgrund ihres Vorsprungs auf die weiteren Teilnehmer nie gefährdet. Ackermann verkleinerte seinen Rückstand zwar, kam jedoch nicht an Lajunen heran, der sich mit einem Vorsprung von neun Sekunden die Goldmedaille sicherte. Tallus konnte seinen dritten Platz nicht halten. Auf dem letzten Kilometer zog der Österreicher Felix Gottwald an ihm vorbei und gewann Bronze.
Für Lajunen war es die dritte Goldmedaille in der Nordischen Kombination bei diesen Spielen. Vor seinen Wettkämpfen hier war er in Finnland eher als Rockstar bekannt, da er der Songwriter und Gitarrist der Gruppe Vieraileva Tähti war, der auch weitere Athleten aus dem Bereich der Nordischen Wettbewerbe angehörten.

## Einzelwettbewerb

### Ausgangssituation
Für die Medaillen und den Olympiasieg kamen mehrere starke Konkurrenten infrage. Der Finne Samppa Lajunen hatte 1996/97 und 1999/2000 den Weltcup gewonnen und war der Vizeweltmeister von 1999 und 2001. Sein größter Rivale wäre der Norweger Bjarte Engen Vik gewesen, der Lajunen bei den Weltmeisterschaften 1999 und 2001 besiegt hatte und auch bei den Spielen 1998 triumphiert hatte, aber Vik hatte sich nach der Saison 2000/2001 vom Wettkampfsport zurückgezogen. Ein weiterer Herausforderer für Lajunen war der österreichische Weltmeister von 2001 Felix Gottwald. Im laufenden Weltcup lieferten sich Gottwald und der Deutsche Ronny Ackermann einen engen Kampf um die Führungsposition.

### Ergebnis
| Rang | Land | Athlet            | Springen    | Langlauf              | Endzeit [min] |
| Rang | Land | Athlet            | Pkte. (Pl.) | Nettozeit [min] (Pl.) | Endzeit [min] |
| ---- | ---- | ----------------- | ----------- | --------------------- | ------------- |
| 01   | FIN  | Samppa Lajunen    | 257,0 00(3) | 38:18,7 0(6)          | 39:11,7       |
| 02   | FIN  | Jaakko Tallus     | 267,5 00(1) | 39:36,4 (20)          | 39:36,4       |
| 03   | AUT  | Felix Gottwald    | 235,0 0(11) | 37:23,5 0(1)          | 40:06,9       |
| 04   | GER  | Ronny Ackermann   | 254,0 00(5) | 39:19,8 (18)          | 40:27,8       |
| 05   | GER  | Björn Kircheisen  | 232,0 (=14) | 37:57,9 0(5)          | 40:55,9       |
| 06   | AUT  | Mario Stecher     | 258,0 00(2) | 40:42,8 (31)          | 41:30,8       |
| 07   | USA  | Todd Lodwick      | 240,5 00(7) | 39:24,4 (19)          | 41:39,4       |
| 08   | NOR  | Kristian Hammer   | 221,5 (=22) | 37:50,8 0(3)          | 41:40,8       |
| 09   | SUI  | Andreas Hartmann  | 236,5 0(=9) | 39:07,3 (14)          | 41:42,3       |
| 10   | FRA  | Nicolas Bal       | 216,5 0(27) | 37:28,3 0(2)          | 41:43,3       |
|      |      |                   |             |                       |               |
| 15   | AUT  | Christoph Bieler  | 255,0 00(4) | 41:18,1 (37)          | 42:21,1       |
| 20   | AUT  | Christoph Eugen   | 224,5 0(18) | 39:51,1 (24)          | 43:26,1       |
| 21   | GER  | Sebastian Haseney | 199,0 0(38) | 37:54,0 0(4)          | 43:37,0       |
| 26   | SUI  | Andreas Hurschler | 198,0 0(39) | 40:44,3 (32)          | 44:19,4       |
| 29   | SUI  | Ronny Heer        | 222,0 0(21) | 40:52,0 (34)          | 44:40,0       |
| 34   | GER  | Georg Hettich     | 209,5 (=32) | 40:27,8 (28)          | 45:17,8       |
| 42   | SUI  | Ivan Rieder       | 186,5 0(43) | 42:27,0 (40)          | 49:12,0       |

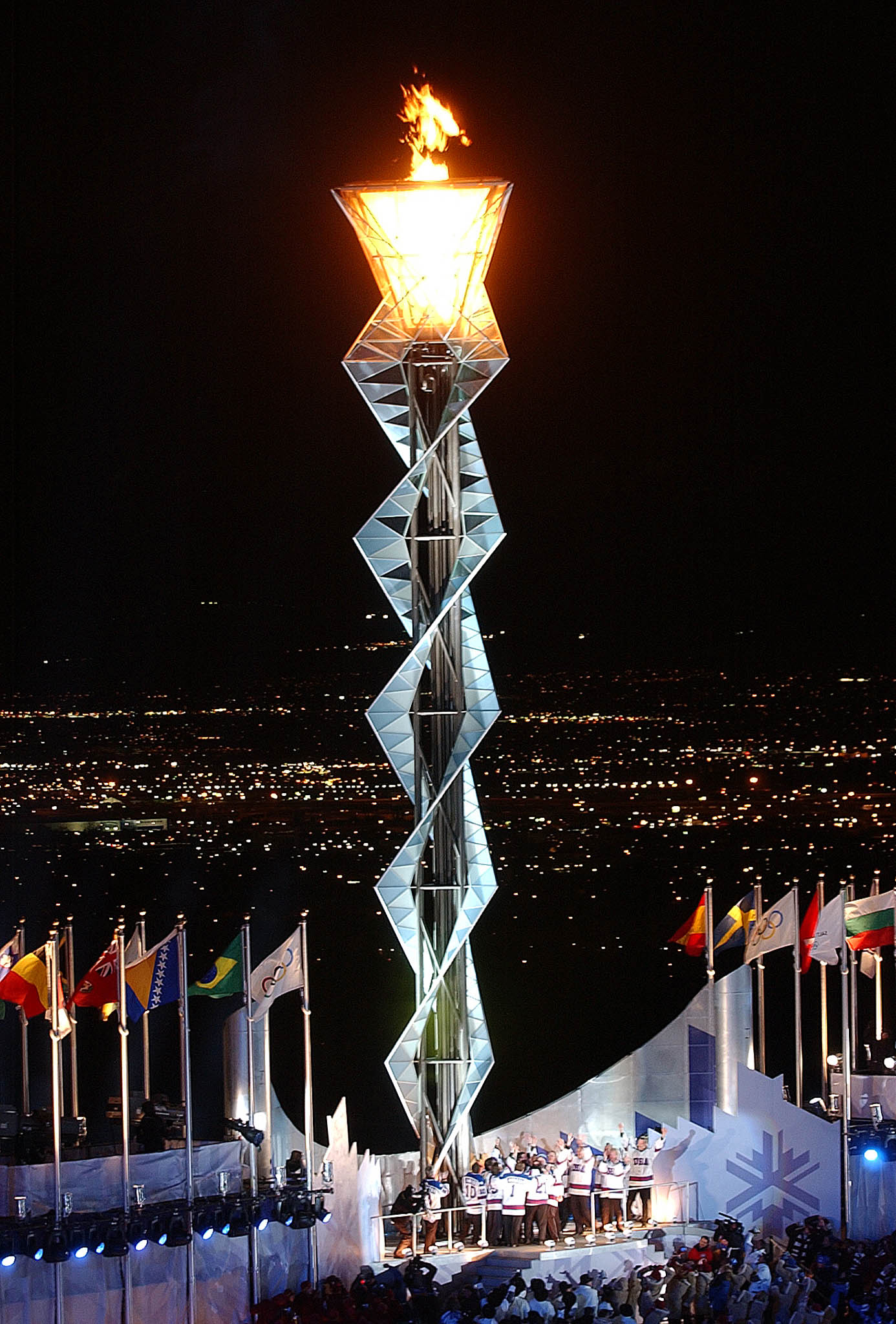
Das olympische Feuer von Salt Lake City

Springen: 9. Februar 2002, 10:00 Uhr / Normalschanze; K-Punkt: 90 m
Langlauf 15 km: 10. Februar 2002, 09:00 Uhr
Höhenunterschied: 76 m / Maximalanstieg: 41 m / Totalanstieg: 196 m
45 Teilnehmer aus 14 Ländern, davon 44 in der Wertung.
Nach der ersten Teildisziplin führte der starke Springer Jaakko Tallus aus Finnland das Feld an. Dahinter folgte schon sein Landsmann Samppa Lajunen. Die mitfavorisierten Ronny Ackermann aus Deutschland und Felix Gottwald aus Österreich belegten die Ränge fünf und elf, beide durchaus noch aussichtsreich im Medaillenkampf. Tallus startete mit 53 Sekunden Vorsprung auf Lajunen, 1:08 Minuten auf Ackermann und 2:43 Minuten auf Gottwald.
Lajunen erreichte Tallus in der zweiten von drei Runden und setzte sich gleich ab. Mit 24,7 Sekunden Vorsprung gewann er am Ende die Goldmedaille. Tallus wurde Vizeweltmeister. Gottwald erreichte mit der schnellsten Laufzeit das Podium und errang Bronze. Ackermann kam auf den vierten Platz.
Im Kampf um den Gesamtweltcup 2001/02 konnte sich Ronny Ackermann am Ende gegen Felix Gottwald behaupten.

## Mannschaftswettbewerb

### Ausgangssituation
Bei den Weltmeisterschaften 2001 waren die Medaillen in dieser Reihenfolge an Norwegen, Österreich und Finnland gegangen. Als Titelverteidiger hatte Norwegen die Favoritenrolle, musste aber auf den mehrfachen Weltmeister und Olympiasieger Bjarte Engen Vik verzichten, der seine Sportlerlaufbahn inzwischen beendet hatte.

### Ergebnis
| Rang | Land        | Athleten                                                           | Springen    | Langlauf              | Endzeit |
| Rang | Land        | Athleten                                                           | Pkte. (Pl.) | Nettozeit [min] (Pl.) | Endzeit |
| ---- | ----------- | ------------------------------------------------------------------ | ----------- | --------------------- | ------- |
| 1    | Finnland    | Samppa Lajunen Jari Mantila Jaakko Tallus Hannu Manninen           | 967,5 0(1)  | 48:42,2 (6)           | 48:42,2 |
| 2    | Deutschland | Björn Kircheisen Georg Hettich Marcel Höhlig Ronny Ackermann       | 893,5 0(5)  | 46:58,7 (2)           | 48:49,7 |
| 3    | Österreich  | Mario Stecher Michael Gruber Felix Gottwald Christoph Bieler       | 938,5 0(2)  | 48:09,2 (3)           | 48:53,2 |
| 4    | USA         | Todd Lodwick Bill Demong Johnny Spillane Matt Dayton               | 905,0 0(3)  | 48:20,1 (4)           | 49:54,1 |
| 5    | Norwegen    | Sverre Rotevatn Lars Andreas Østvik Jan Rune Grave Kristian Hammer | 791,5 (10)  | 46:58,1 (1)           | 51:22,1 |
| 6    | Frankreich  | Frédéric Baud Ludovic Roux Kevin Arnould Nicolas Bal               | 846,5 0(8)  | 48:33,5 (5)           | 51:35,5 |
| 7    | Schweiz     | Andreas Hurschler Ronny Heer Jan Schmid Ivan Rieder                | 863,0 0(7)  | 49:30,9 (7)           | 52:07,9 |
| 8    | Japan       | Kenji Ogiwara Gen Tomii Satoshi Mori Daito Takahashi               | 901,0 0(4)  | 50:46,5 (8)           | 52:26,3 |
| 9    | Tschechien  | Milan Kučera Lukáš Heřmanský Pavel Churavý Petr Šmejc              | 892,0 0(6)  | 51:35,8 (9)           | 53:28,6 |
| DNF  | Russland    | Alexei Zwetkow Alexei Fadejew Wladimir Lysenin Alexei Barannikow   | 821,0 0(9)  | DNS                   |         |

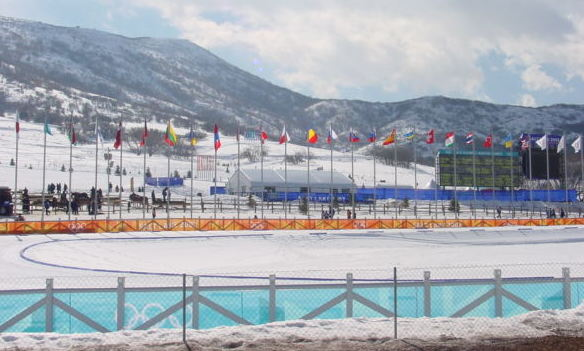
Das Skistadion von Soldier Hollow

Springen: 17. Februar 2002, 09:00 Uhr / Normalschanze; K-Punkt: 90 m
Langlauf 4 × 5 km: 17. Februar 2002, 13:00 Uhr
Höhendifferenz: 77 m / Maximalanstieg: 50 m / Totalanstieg: 204 m
10 Teams am Start, davon 9 in der Wertung
Das Springen und damit auch der gesamte Wettbewerb wurde wegen starken Windes um zwei Tage verschoben. Finnland führte mit einem Vorsprung von 44 Sekunden auf Österreich. Auf dem dritten Platz lagen die überraschenden Vereinigten Staaten, die noch nie eine Medaille in der Nordischen Kombination bei Olympischen Spielen oder Weltmeisterschaften gewonnen hatten. Die Abwesenheit von Bjarte Engen Vik war für Norwegen nicht zu verkraften, das Team beendete das Springen auf dem zehnten und letzten Platz.
In der Staffel wurde Finnland nie ernsthaft gefordert, obwohl Österreichs erster Läufer den Vorsprung leicht aufholte. Im weiteren Verlauf konnte Österreich den zweiten Platz nicht halten. Von hinten schlossen die deutschen Athleten auf und zogen schließlich vorbei auf den Silberrang. Am Ende war Finnland mit 7,5 Sekunden Vorsprung vorn und wurde Olympiasieger vor Deutschland und Österreich mit einem Rückstand von 3,5 Sekunden auf Deutschland. Norwegen erreichte zwar die schnellste Zeit in der Staffel, konnte sich aber nur auf den fünften Platz vorarbeiten. Vor ihnen lagen außer den Medaillengewinnern noch die Athleten aus den Vereinigten Staaten.

## Videolinks
- A hat-trick for Samppa Lajunen - Cross-Country, Salt Lake 2002, youtube.com. Abgerufen am 22. August 2023
- Samppa Lajunen - 96,5m - Salt Lake City 17.02.2002 K90 - Nordic Combined OG, youtube.com. Abgerufen am 22. August 2023